# Franz Beckenbauer
Franz Anton Beckenbauer (født 11. september 1945, død 7. januar 2024) var en tysk fodboldspiller og træner. Han fik tilnavnet der Kaiser ("kejseren") på grund af sin elegante stil, sine lederevner og sin dominans på fodboldbanen. Han blev den anden spiller som har vundet VM både som holdkaptajn og som træner, og anses for at være en af de bedste fodboldspillere og den mest populære forsvarsspiller nogensinde.
Han nåede i perioden 1965-1977 at spille 103 landskampe og scorede 14 mål. I den samme periode var han tilknyttet det tyske storhold Bayern München, men fik også spillet for Hamburger SV (1980-1982) samt for den amerikanske klub New York Cosmos (1977-1980 og igen i 1983).